# Alabama (računalni virus)
Alabama (također znana i kao Ala) je DOS računalni virus otkriven u listopadu 1989. godine, u Jeruzalemu (Izrael). Nastanjuje rezidentnu memoriju. Nakon sat vremena otkako je virus aktivan u memoriji, pojavljuje se poruka: SOFTWARE COPIES PROHIBITED BY LAW..............Box 1055 Tuscambia ALABAMA USA.

## Djelovanje
Zaražava .exe datoteke te se njihova veličina poveća za 1560 bajtova. Ako je trenutni dan u tjednu petak, Alabama mijenja File Allocation Table. Kada korisnik pokrene neku datoteku, na njezinom mjestu će se pojaviti druga, zato što je virus promijenio FAT vrijednost. Zbog toga se može dogoditi da programi budu obrisani ili izgubljeni.

### Varijanta
Poznata varijanta virusa Alabame zove se Alabama.B. Varijanta je distribuirana kao promijenjeni SDIR.COM. Kao i originalna Alabama, Alabama.B ne inficira .COM datoteke.

## Vanjske poveznice
- Symantec.com